# サン＝ドニの戦い (1678年)
サン＝ドニの戦い（フランス語: Bataille de Saint-Denis、オランダ語: Slag bij Saint-Denis）は、仏蘭戦争における戦闘の1つで、1678年8月14日に現在のベルギー・ワロン地域エノー州の都市モンス近郊の村サン＝ドニでオランダ軍とフランス軍が衝突した。
1678年になると各国が和睦に向かうようになったが、フランスは和睦成立前にモンスを手に入れようと包囲を開始、それを阻止しようとオランダ総督ウィレム3世が出陣、フランス軍司令官のリュクサンブール公フランソワ・アンリ・ド・モンモランシーも自軍をモンス包囲軍と迎撃軍に分けて出撃、モンス近郊のサン＝ドニでオランダ軍と交戦した。この戦いではウィレム3世の母方の従兄に当たるモンマス公爵ジェイムズ・スコットがイングランド軍司令官としてオランダ軍に加わり、父方の又従兄に当たるヘンドリック・ファン・ナッサウ＝アウウェルケルクとオランダの軍人メンノ・フォン・クーホルンが参戦していた。
戦闘は午後から始まったが、オランダ軍はリュクサンブールの本陣があるサン＝ドニの修道院を占拠してリュクサンブールを追い出し、高所から砲撃したりフランス軍左翼を攻め立てたが、フランス軍も必死に抵抗して突破を阻み、夜になり両軍とも撤退した。損害はオランダ軍が4500人、フランス軍は2500人とオランダ軍が多かったが、フランス軍はモンス包囲を中止したため戦略上はオランダの勝利であった。
戦闘から4日前の8月10日にフランス・イングランド・オランダとの間にナイメーヘンの和約が成立、ウィレム3世は戦闘から翌日の15日に報告を受け取り、20日にリュクサンブールと会見して兵を退いた。9月17日にフランス・スペイン、翌1679年にフランス・神聖ローマ帝国との和睦も成り終戦となった。